# Ancylolomia intricata
Ancylolomia intricata là một loài bướm đêm trong họ Crambidae.